# 1190 в Україні

## Події
- Князь Переяславський Гліб Святославич
- Князь Торчеський Ростислав Рюрикович
- Спроби торків, які були найсильнішим племенем серед «чорних клобуків», посадити князя не з роду Рюриковичів — Кондувдий — скінчилися невдачею[1].

## Особи

### Померли
- 19 квітня, Святополк Юрійович — князь туровський (після 1170—1190).
- Тит Печерський — ієромонах, пресвітер Печерського монастиря, преподобний.

## Засновані, зведені
- Свято-Василівський собор (Овруч)
- Шарки (Рокитнянський район)